# Преображенская улица (Чернигов)
Преображенская улица (укр. Преображенська вулиця) — улица в Деснянском районе города Чернигова, исторически сложившаяся местность (район) Окольный град. Пролегает от пересечения проспекта Мира и Елецкой улицы до улицы Василия Тарновского (Пушкина).
Примыкают улицы Борисоглебская (Серёжникова), Музейная, Гончая.

## История
Преображенская улица была проложена согласно плану застройки города 1805 года. Была застроена только парная сторона, на непарной стороне вдоль бывшей крепости был спланирован бульвар. С конца 19 века улица именовалась Бульварная. В дореволюционный период в начале улицы была расположена Александровская гостиница, на месте которого в 1930-е годы был возведён 4-этажный жилой дом (№ 2), в конце — Черниговское реальное училище (дом № 3/3). За реальным училищем находились женское и ланкастерское начальные училища, здания не сохранились. В одноэтажном доме № 24/5, что на перекрёстке с Гончей улицей, в разные годы размещались женское училище, затем гимназия, общественная библиотека и губернская архивная комиссия, членом которой был М. М. Коцюбинский, отделение государственного банка, сейчас не используется.
В период 1911—1919 годы улица называлась Царская. В 1919 году Царская улица переименована на улицу Карла Маркса — в честь немецкого философа Карла Маркса.
В период Великой Отечественной войны все дома улицы были сожжены или полностью разрушены. В послевоенные годы отстроены вновь, построены также 5-этажные жилые дома. 15 июня 1966 года улица стала участком нового троллейбусного маршрута № 8, связав ПО «Химволокно» с Бобровицким жилмассивом.
7 июня 2001 года улице было возвращено историческое название — в честь Спасо-Преображенского собора, расположенного поблизости в парке.

## Застройка
Улица пролегает в северо-восточном направлении — вдоль парка культуры и отдыха — параллельно улице Шевченко.
Парная сторона улицы занята малоэтажной (2-3-4-этажные) и многоэтажной (5-этажные дома) жилой застройкой, частично в конце улицы усадебной застройкой (два дома). Непарная сторона улицы занята парком культуры и отдыха имени М. М. Коцюбинского, где расположены здание Коллегиума, Спасо-Преображенский собор и Борисоглебский собор, в конце улицы — двумя 2-этажными зданиями.
Учреждения:
1. дом № 3/3 — Кооперативный техникум
2. дом № 12 — Департамент жилищно-коммунального хозяйства, регионального развития и инфраструктуры Черниговской облгосадминистрации

|                                           |                          |                                        |                                             |
| Здание коллегиума и памятник Ивану Мазепе | Здание реального училища | Здание губернской чертёжной мастерской | Здание Черниговской общественной библиотеки |

Памятники архитектуры и истории:
1. дом № 3/3 — Здание реального училища (дом начала XX века) — местного значения

Памятники архитектуры национального значения:
1-4 — входят в национальный историко-архитектурный заповедник Чернигов древний
1. дом № 1 — Здание коллегиума (XVII—XVIII век)
2. дом № 1 А — Екатерининская церковь (XVIII век)
3. дом № 1 А — Спасо-Преображенский собор (XI век)
4. дом № 1 А — Борисоглебский собор (XII век)

Памятники истории:
1. дом № 1 А (фасад Спасо-Преображенского собора) — мемориальная доска в честь воссоединения Украины с Россией (1954) — Мемориальная доска на Спасском соборе в честь принятия на верность России жителями Чернигова в 1654 году — местного значения, демонтирована, рекомендован к снятию с государственного учёта
2. дом № 12 — Здание губернской чертёжной мастерской (1782—1919) — вновь выявленный
3. дом № 24/5 — Здание общественной библиотеки (XIX — начало XX веков) — вновь выявленный

Памятники монументального искусства:
1. возле дома № 1 — Памятник Ивану Мазепе (2009) — вновь выявленный
2. возле дома № 1 А (Борисоглебского собора) — Памятник князю Игорю (2012) — вновь выявленный

Есть ряд значимых и рядовых исторических зданий, что не являются памятниками архитектуры или истории: усадебный дом № 28; 2-этажные дома № 5, 22/10, 30; 4-этажные дома № 2, 6; 3-этажный дом № 4.
Мемориальные доски:
1. дом № 1 А (фасад Спасо-Преображенского собора) — мемориальная доска в честь воссоединения Украины с Россией (1954) — мемориальная доска на Спасском соборе в честь принятия на верность России жителями Чернигова в 1654 году — демонтирована
2. дом № 3/3 — украинскому советскому писателю и журналисту, уроженцу Черниговщины Олексе Десняку — на здании училища, где учился
3. дом № 3/3 — украинскому советскому писателю, Герою Советского Союза, уроженцу Черниговщины Григорию Олиферовичу Збанацкому — на здании училища, где учился
4. дом № 3/3 — штабу красногвардейского отряда — демонтирована[8] — на здании училища, где располагался штаб (1917—1918, доска 1971)[9]
5. дом № 3/3 — советскому государственному и партийному деятелю, уроженцу Черниговщины Ивану Павловичу Товстуху — демонтирована — на здании училища, где учился (1902—1907)[10]
6. дом № 12 — почётному гражданину города Чернигова Герарду Алексеевичу Кузнецову — на доме, где жил (1965—2020)